# Darja Igorevna Klisina
Darja Igorevna Klisina (oroszul: Дарья Игоревна Клишина; Tver, 1991. január 15. –) orosz távolugró. A 2017-ben rendezett londoni atlétikai világbajnokságon ezüstérmet szerzett a független atléták zászlaja alatt, miután az orosz sportolók versenyengedélyét felfüggesztette a Nemzetközi Atlétikai Szövetség.

## Pályafutása
Tverben született, a Szovjetunióban. 15 éves koráig röplabdázott, majd távolugrásra váltott.
2010. június 26-án orosz junior csúcsot ugrott, 7,03 métert.
2016-ban kijutott az olimpiára, az orosz atléták eltiltása miatt speciális engedéllyel, ahol kilencedik lett.
A 2017-es világbajnokságon 2 centiméterrel maradt le az aranyéremről.